# Move It
'Move It' is een nummer uit 1958 van Cliff Richard & the Drifters (de Engelse band die later "The Shadows" zou worden). 

## Achtergrond
Het nummer is geschreven door Ian Sandwell. De single, met 'Schoolboy Crush' op de B-kant, werd in augustus 1958 uitgebracht als Richards debuutsingle. Het bereikte nummer 2 in de Britse hitlijst. Het wordt beschouwd als een van de eerste authentieke rock-'n-rollnummers die buiten de Verenigde Staten zijn geproduceerd.
'Schoolboy Crush', geschreven door Aaron Schroeder en Sharon Gilbert, was al in de VS opgenomen door Bobby Helms. Cliff Richard & the Drifters namen hun eigen versie op die bedoeld was als de A-kant van hun debuutsingle. Toen producer Jack Good echter 'Move I' hoorde, stond hij erop dat Richard dat zou moeten zingen als hij in Goods tv-show Oh Boy! op zou treden. Om die reden werden de A- en B-kant van de single omgedraaid. Deze single markeert het begin van een carrière met Britse hits gedurende zes decennia.
Door AllMusic is het nummer omschreven als "Presley-achtig" en door Richard zelf als "mijn enige uitstekende rock-'n-roll-klassieker". 'Move It' werd op het bovendek van een bus geschreven door Drifters-gitarist Samwell tijdens het maken van de reis naar het huis van Cliff voor een bandrepetitie. Samwell voltooide het tweede couplet niet, dus op de plaat zong Cliff het eerste couplet twee keer. Samwell voltooide uiteindelijk het tweede couplet in 1995 en stuurde het naar Hank Marvin die 'Move It' op zijn album Hank plays Cliff opnam, waarbij Cliff Richard een nieuw vocaal nummer had opgenomen met het nieuwe couplet. De nieuwe versie debuteerde dat jaar live tijdens een optreden voor koningin Elizabeth II. Sindsdien is Richard doorgegaan met het uitvoeren van het nummer met het extra couplet.

## Invloed
Er bestaan opnames van The Beatles waar ze 'Move It' speelden in een medley met 'Good Rockin' Tonight'. John Lennon heeft gezegd dat er "vóór Cliff & The Shadows niets was dat de moeite waard was om naar te luisteren in de Britse muziek." 
Led Zeppelin nam dit nummer op in een door hen samengestelde compilatie uit 2010, getiteld Led Zeppelin - The Music that Rocked Us .

## Versie uit 2006
In 2006 nam Richard "Move It" opnieuw op met Brian May van Queen op gitaar en Brian Bennett van The Shadows op drums. May en Bennett waren ook de producers op deze versie. De track werd uitgebracht als de tweede track op een dubbele-A-kant cd-single samen met de kerstsingle "21st Century Christmas". De single bereikte de tweede plek in de UK Singles Chart in december van dat jaar, maar werd in andere landen geen hit. 

## Hitnoteringen

### NPO Radio 2 Top 2000
| Nummer met noteringen in de NPO Radio 2 Top 2000 | '09  | '10  |
| ------------------------------------------------ | ---- | ---- |
| Move It                                          | 1409 | 1876 |

1. ↑  Een vetgedrukt getal geeft de hoogste notering aan.
2. ↑  2009 was het eerste jaar met een notering voor dit nummer.
3. ↑  Deze tabel is bijgewerkt tot en met de laatste editie (2024).

### Evergreen Top 1000
| Evergreen Top 1000 | Evergreen Top 1000 | Evergreen Top 1000 | Evergreen Top 1000 | Evergreen Top 1000 | Evergreen Top 1000 | Evergreen Top 1000 | Evergreen Top 1000 | Evergreen Top 1000 | Evergreen Top 1000 | Evergreen Top 1000 | Evergreen Top 1000 | Evergreen Top 1000 | Evergreen Top 1000 | Evergreen Top 1000 | Evergreen Top 1000 |
| Jaar               | 2008               | 2009               | 2010               | 2011               | 2012               | 2013               | 2014               | 2015               | 2016               | 2017               | 2018               | 2019               | 2020               | 2021               | 2022               |
| ------------------ | ------------------ | ------------------ | ------------------ | ------------------ | ------------------ | ------------------ | ------------------ | ------------------ | ------------------ | ------------------ | ------------------ | ------------------ | ------------------ | ------------------ | ------------------ |
| Positie            | 435                | 123                | 53                 | 61                 | 61                 | 43                 | 125                | 88                 | 145                | 275                | 338                | 432                | 536                | 833                | 859                |